# Njivska pasja kamilica
Njivska pasja kamilica (znanstveno ime Anthemis arvensis) je rastlina iz družine nebinovk, ki v Sloveniji cveti med junijem in septembrom.